# Antonio Giannangeli
Antonio Giannangeli (Secinaro, 16 novembre 1899 – 11 novembre 1933) è stato un sindacalista, anarchico e antifascista italiano.

## Biografia
Antonio Giannangeli, nasce a Secinaro il 16 novembre 1899, bracciante, minatore
Espatria negli anni Venti negli USA. Nel 1928 è a Steubenville, Ohio, poi a Wheeling, Virginia Occidentale.
Propagandista tra i lavoratori dei bacini minerari di quella zona. A giudizio della PS è «capo del gruppo anarchico di questa città ed al suo recapito pervengono tutte le pubblicazioni sovversive dirette gli iscritti del gruppo stesso»: è un «irriducibile antifascista».
Così scrive in una lettera alla madre, rimasta a Secinaro:
«L'Italia è in mano ai ladri, a cominciare dal Re e Mussolini. E se il popolo italiano si sveglia, se arriverà ad aprire gli occhi vedrà chi sono i ladri e li appenderà tutti ai lampioni. E allora finiranno anche le nostre pene. Io credo mamma che tu non puoi credere a queste cose perché non vedi e non senti nulla, o se pur vedi e senti non sai distinguere, ma pure è così. Se tu mamma sentissi quella gente parlare di noi avversari del fascismo sentiresti dalle loro bocche che siamo dei mascalzoni, dei delinquenti ... Sai perché? Perché non pieghiamo alle loro malefatte o truffe e bandiamo ai quattro venti il loro operato. Pure mamma se tu non credi a tuo figlio noi siamo onesti e l'onestà non fallisce mai».
Documenti d'archivio testimoniano che effettivamente sono molti gli immigrati che, arrivati negli USA, entrano in contatto con Giannangeli; un vero e proprio punto di riferimento per chi ha bisogno di trovare lavoro nella speranza di condizioni di vita migliori, ma anche per i molti che scelgono di organizzarsi nelle battaglie sindacali e per la ricomposizione del movimento antifascista italoamericano.
Tra costoro vi è Leonardo Anile, anch'egli di Secinaro (nato il 26 aprile 1901). Era espatriato negli USA nell'agosto 1920, stabilendosi a Weirton. Collabora attivamente al fianco di Giannangeli. Per la PS, «in Weirton sono molti gli anarchici provenienti da Secinaro». Anile è promotore di manifestazioni anticolonialiste ed antifasciste durante la campagna italiana in Africa Orientale. Vigilato per tutti gli anni Trenta perché militante della Lega anarchica di Steubenville.
Giannangeli perde la vita in un incidente automobilistico l'11 novembre 1933.

## Fonti
- M. Antonioli, G. Berti, S. Fedele, P. Iuso, Dizionario Biografico degli Anarchici Italiani, 2 voll., BFS, Pisa 2003-2004, vol. I, p. 708
- Edoardo Puglielli, Il movimento anarchico abruzzese 1907-1957, Textus, L'Aquila 2010
- Edoardo Puglielli, Dizionario degli anarchici abruzzesi, CSL “Camillo Di Sciullo”, Chieti 2010
- Archivio di Stato dell'Aquila, Fondo Questura cat. A8, b. 35, f. 24; b. 62, f. 10.